# بون سكور
بون سكور (بالإنجليزية: Bon Secour, Alabama)‏ هي unincorporated community of the United States of America تقع في الولايات المتحدة في مقاطعة بالدوين (ألاباما). يقدر عدد سكانها بـ 743 نسمة ومساحتها 8.7 كم2 .